# 시리우스 (드라마)
《시리우스》는 2013년 1월 6일부터 2013년 1월 27일까지 방영된 KBS 드라마 스페셜 연작 시리즈 시즌3의 첫 번째 작품이다.

## 등장 인물

### 주요 인물
- 서준영 : 도은창 역 - 쌍둥이 형, 살인전과자
- 서준영 : 도신우 역 - 쌍둥이 동생, 동부경찰서 형사과장
- 류승수 : 고석민 역 - 마오 룸살롱 사장, 마약 조직의 2인자

### 주변 인물
- 엄현경 : 김안나 역 - 검사, 신우의 연인
- 조우리 : 소리 역 - 룸살롱 여종업원
- 신정근 : 이현구 역 - 동부경찰서 강력팀장
- 백원길 : 박진태 역 - 동부경찰서 강력팀 형사
- 김상규 : 황실장 역 - 고석민의 운전기사 겸 해결사
- 연제욱 : 송통일 역 - 룸살롱 웨이터, 은창의 친구
- 우정국 : 멸치 역 - 고석민의 조종대로 움직이는 마약중독자
- 방은희 : 최 마담 역 - 마약 중간 거래상
- 박형식 : 어린 신우, 은창 역

### 그 외 인물
- 박진욱
- 윤종훈 : 신우의 친구 역
- 황건
- 김진태
- 강정구
- 오기영
- 이정민
- 이광일
- 강성훈
- 최욱
- 박성택
- 이중렬
- 유상재
- 이준희
- 김진모
- 진주형
- 공윤찬 : 중국집 배달원 역
- 원승묵

### 특별출연
- 박순천 : 은창과 신우의 엄마 역